# Дельфини

Фамильный герб

Семья Дельфини (итал. Dolfin, Delfino или Delfin, также встречается как Долфин, Дельфино или Дельфин) — известный дворянский род в Венеции, один из двенадцати первых дворянских родов в Республике, известных как «апостольские семьи».

## Происхождение
Хроники утверждают, что Дельфини произошли от Джованни Градениго, жившего около 1040 (или IX веке), которого прозвали «Дельфин» за его навыки в плавании. В 1074, в конвенции в пользу патриархата Состоянии, появляется имя Пьеро Дельфини, в то время как в 1095 Доменико Дельфини становится окружным прокурором Сан-Марко. В 1114 ту же должность занимал его сын Джованни.
Генеалогия Дельфини начинается от Грегорио, который был герцогом ди Кандиа с 1240 года. Там же упоминается новое изображение фамильного герба с одним дельфином. Три дельфина, появившихся на гербе, возможно, означают троих сыновей герцога.
Семья была одной из самых активных в общественной жизни до 1297, когда аристократия приняла закон об ограничениях в управлении Венецией, упразднивший Большой совет. И после этого Дельфини сохраняли ведущую роль в XIV веке. В этот же период они начали проявлять интерес к делам на Востоке. В это время выделяется фигура Джованни Бенедикта (прибл. 1303—1361), первого дипломата в Византийской империи, военачальника на войне 1350—1354 против Генуи, и, наконец, дожа с 1356. Подъём семьи укрепляется также посредством финансовой деятельности в Венеции.

## Известные представители
- Доменико Долфин, герцог ди Кандиа (1216—1217).
- Бальдовино Долфин (1275—1335), государственный деятель.
- Долфин Джакомо, герцог ди Кандиа (1261—1262)
- Джованни Дольфин (1290—1361), 57-й дож Венеции.
- Леонардо Делфино (1353—1415), патриарх Александрийский.
- Долфин Долфин, капитан во время падения Константинополя (1453)
- Захария Дельфино (1527—1583), кардинал и дипломат.
- Джованни Дельфин (1529—1584), епископ Брешии и Торчелло.
- Джентиле Делфино (+1601), епископ Камерино.
- Джованни Дольфин (1545—1622), кардинал (Климент VIII)
- Фламинио Дельфин (1552—1605), главнокомандующий папской армии.
- Виттория Дельфин, мать папы Климента X.
- Джованни Делфино (1589—1651), епископ Беллуно.
- Джованни Дольфин (1617—1699), кардинал (Александр VII) и поэт.
- Даниил Дельфин (1653—1704), кардинал (Иннокентий XII) и патриарх Аквилеи.
- Даниэль Дельфин (1656—1729), адмирал Венецианского флота.
- Диониса Дельфин (1663—1734), патриарх Аквилеи.
- Даниэле Дельфин (1688—1762), кардинал (Бенедикт ХIV), патриарх Аквилеи.
- Джованни Паоло Дельфини (1736—1819), епископ.
- Катерина Дольфин (1736—1796), поэтесса.
- Даниил Дельфин (1748—1798), государственный деятель и дипломат (посол Людовика XVI)
- Джованни Паоло Долфин (1736—1819) — итальянский прелат, епископ Ченеда и Бергамо.

## Дворцы и виллы
- Палаццо Дольфин-Манин (Сан-Сальваторе, Венеция)
- Палаццо Ка-Дольфин (Университет Ка' Фоскари)
- Палаццо Дольфин Боллани
- Палаццо Дольфин-Казале (Роза)
- Палаццо Дольфин (Сан-Поло, Венеция)[итал.]
- Палаццо-де-Дельфини (Рим)
- Палаццо Дольфин Boniotti (Фратта-Полезине)
- Вилла Коррер Долфин[итал.]
- Вилла Долфин Boldù (Роза)[итал.]
- Отель Villa Giustinian Долфин
- Церковь Сант-Антонио-Абате (Удине)[итал.]